# 科西嘉旗幟
科西嘉旗幟由帕斯夸萊·保利採用於1755年，其設計基於一面之前使用過的旗幟。這麼旗幟是白底，上有一系著白色頭巾的黑色摩爾人人頭。在傳統設計中，白色頭巾蒙住了這個人的眼睛。而保利將頭巾往上移，象徵科西嘉自熱那亞的解放。